# My Little Pony：活力新生代
《My Little Pony：活力新生代》（英語：My Little Pony: A New Generation）是一部2021年上映的電腦動畫奇幻喜劇片，改編自孩之寶的玩具《彩虹小馬》系列；由羅伯特·卡倫和何塞·烏查執導，塞西爾·克萊默和彼得·劉易斯擔任製片人。北美地區原定由派拉蒙影業在影院上映，但由於嚴重特殊傳染性肺炎疫情影響，改於2021年9月24日在Netflix首映，不過仍有部分國家或地區於戲院播放。這部電影被視為彩虹小馬系列『第五代』（簡稱G5）的開端。

## 劇情
《My Little Pony：活力新生代》的世界觀均延續前作《彩虹小馬：友情就是魔法》，但將採用全新的角色和時間線。
劇中，小馬們的國度『小馬國』失去了魔法，三種不同種族的小馬-陸馬、獨角獸、飛馬都彼此分開生活，妄想與不信任已取代了友誼與和諧。這時，一隻充滿活力和理想的年輕陸馬-晴晴星願（Sunny Starscout）仍然相信這分裂的世界還有希望，但是她過於異想天開的想法與行動導致她被貼上了不合群的標記，當她與一隻闖進陸馬小鎮馬兒灣（Maretime Bay）的獨角獸-伊茲月虹（Izzy Moonbow）成為朋友時，小鎮的居民再也無法忍受下去。晴晴和伊茲決定踏上冒險，找回失去的魔法，在旅程中，她們遇上飛馬公主琵波花兒（Pipp Petals）、奇波暴風（Zipp Storm）及可靠的陸馬警長希契驅瑟（Hitch Trailblazer）。五名好友希望能改變小馬國的現況，並向大家證明，即使只是小馬也能有大作為。

## 出場角色
主要角色由五隻不同種類的小馬組成，官方稱為“Mane 5”，其中希契驅瑟一角為歷代彩虹小馬系列中首名雄性主角。在劇中，角色較少使用全名，通常是用名稱的前半段稱呼（中文版本則為前兩字，如晴晴星願一角，劇中一般簡稱晴晴）。

### 主要角色
| 角色                           | 英語配音      | 颜色   | 簡介                                                                                            |
| 晴晴星願 （Sunny Starscout）   | 凡妮莎·哈金斯 | 橙色   | 橙色雌性陸馬，好奇心旺盛、熱愛冒險。她希望各族群的小馬可以和平相處。                            |
| 希契驅瑟 （Hitch Trailblazer） | 詹姆斯·馬斯登 | 黄色   | 金黃色雄性陸馬，晴晴的童年玩伴，在陸馬的城鎮母馬灣擔任警長。                                    |
| 伊茲月虹 （Izzy Moonbow）      | 貴美子·葛倫   | 紫色   | 紫色雌性獨角獸，居住在韁繩森林（Bridlewood Forest），活力充沛，性格樂觀。喜歡藝術與手作工藝品。 |
| 琵波花兒 （Pipp Petals）       | 索菲亞·卡森   | 粉红色 | 粉紅色雌性飛馬，飛馬國度微風高地（Zephyr Heights）的公主，她是一位才華橫溢的流行歌星。          |
| 奇波暴風 （Zipp Storm）        | 萊莎·寇希     | 白色   | 白色雌性飛馬，驍勇善戰的微風高地公主，琵波的姐姐，喜歡運動和科學。                              |

### 次要角色
| 角色                                | 英語配音        | 簡介                                                                                        |
| 阿蓋爾 （Argyle Starshine）         | 邁克爾·麥基恩   | 晴晴的父親，他向女兒講述了關於前代小馬紫悅和她的朋友的故事。                                |
| 菲麗絲三葉草 （Phyllis Cloverleaf） | 伊丽莎白·帕金斯 | 雌性陸馬，馬速公司（Canterlogic）的擁有者，這是一家專門生產讓陸馬“安全而時尚”的產品的公司。 |
| 斯普拉 （Sprout）                   | 鄭肯            | 雄性陸馬，菲麗絲的兒子，在馬兒灣擔任副警長。                                                |
| 天堂女王 （Queen Haven）            | 珍·考克斯基     | 微風高地的統治者，奇波與琵波的母親                                                          |
| 阿法比 （Alphabittle）              | 菲爾·拉馬爾     | 雄性獨角獸，韁繩森林的居民。                                                                |

另外在電影的開場場景，短暫地由前作《友誼就是魔法》的六位主角紫悅（Twilight Sparkle）、蘋果嘉兒（Applejack）、珍奇（Rarity）、柔柔（Fluttershy）、雲寶（Rainbow Dash）與碧琪（Pinkie Pie）重新演繹，並各自由她們原先的配音員飾演。

## 發展與製作
2021年2月25日，孩之寶旗下的娛樂公司Entertainment One率先曝光有關第五代的新消息，同日舉行的孩之寶投資者大會則正式公布了電影的更多相關訊息，其中包括3D電腦動畫電影和後續的電視動畫劇集。
動畫由孩之寶旗下的愛爾蘭動畫工作室Boulder Media製作，是彩虹小馬系列首度以CGI製作的電影。2021年6月30日，官方公布了電影的主要配音演員。由於COVID-19疫情，部份動畫製作與錄音須採取遠距作業完成。

## 音樂及原聲帶
電影的歌曲由艾倫·施穆克勒和邁克爾·馬勒創作，導演羅伯特·卡倫表示，電影製作人希望音樂“具有不拘一格的流派”。原聲帶於2021年9月24日與電影一起發布。
| 曲序     | 曲目                    | 歌手                                    | 时长  |
| -------- | ----------------------- | --------------------------------------- | ----- |
| 1.       | Glowin' Up              | 索菲亞·卡森                             | 3:11  |
| 2.       | Gonna Be My Day         | 凡妮莎·哈金斯                           | 2:38  |
| 3.       | I'm Looking Out For You | 凡妮莎·哈金斯 貴美子·葛倫               | 2:04  |
| 4.       | Danger, Danger          | 艾倫·施穆克勒                           | 2:11  |
| 5.       | Fit Right In            | 凡妮莎·哈金斯 貴美子·葛倫 詹姆斯·馬斯登 | 2:50  |
| 6.       | Together                | 卡莉·特維塞爾曼                         | 3:15  |
| 7.       | It's Alright            | 約翰·奧蘭多                             | 3:13  |
| 总时长： | 总时长：                | 总时长：                                | 19:25 |

## 後續
在影院上映取消後，孩之寶和Netflix隨後宣布，一系列動畫劇集以及一部44分鐘的特集將在電影上映後在串流平台上發布 。劇集內容將接續電影結束後，晴晴和她的朋友們的冒險故事。其中兩部電腦動畫劇集特集分別命名《My Little Pony：我的可愛標誌》及《My Little Pony: Winter Wishday》，前作在2022年5月26日播放，而後作會在2022年11月21日播放，《My Little Pony: Make Your Mark》的連接節目亦會在2022年9月26日起在Netflix播放。至於2D動畫命名《My Little Pony: Tell Your Tale》（臺譯：彩虹小馬: 小馬國大小事），已在2022年4月7日起在彩虹小馬所屬的英文Youtube頻道播放。

## 評價
這部電影的寫作、動畫、配音、角色和幽默獲得了評論家和影迷的大部分正面評價；雖然它的節奏和情節受到了一些批評。在爛番茄上，根據9條評論，這部電影的評分為89%，平均評分為7.2/10。在上映後的第3日，《My Little Pony：活力新生代》於Netflix上最受歡迎的電影排名第2位。

## 外部連結
- 官方网站
- 在Netflix上觀看《My Little Pony：活力新生代》
- 互联网电影数据库（IMDb）上《My Little Pony：活力新生代》的资料（英文）